# Istanbul Challenger 1996
L'Istanbul Challenger 1996 è stato un torneo di tennis facente parte della categoria ATP Challenger Series nell'ambito dell'ATP Challenger Series 1996. Il torneo si è giocato a Istanbul in Turchia dal 29 luglio al 4 agosto 1996 su campi in cemento.

## Vincitori

### Singolare
Ignacio Truyol ha battuto in finale  Jean-Philippe Fleurian con il punteggio di 6–2, 6–4.

### Doppio
Mark Petchey /  Danny Sapsford hanno battuto in finale  Oleg Ogorodov /  Orlin Stanojčev con il punteggio di 6–3, 7–5.